# Phare d'Isla Cardona
Le phare d'Isla Cardona (en anglais : Cardona Island Lighthouse) est un phare actif situé sur Isla Cardona, une caye au large de Ponce dont elle fait partie administrativement, à Porto Rico. Il est géré par l'United States Coast Guard.
Il est référencé dans le registre national des lieux historiques sous la tutelle du Gouvernement fédéral des États-Unis depuis le 22 octobre 1981.

## Histoire
C'est le seul phare de sixième ordre de Porto Rico doté d'une tour cylindrique attenante. Le feu est situé sur Isla Cardona, une petite île du côté ouest de l'entrée du port de Ponce.
Il a été allumé pour la première fois en 1889 et automatisé en 1962 lors de son électrification. En 1942, au cours de la Seconde Guerre mondiale, son utilisation a été abandonnée, mais il a été rallumé le 10 novembre 1943. Il dispose toujours de sa lentille de Fresnel d'origine de sixième ordre fabriquée par la société française Sautter, Lemonnier & Cie.
Le phare, relié au phare de Guánica et au phare de Caja de Muertos guide vers l'entrée du port de Ponce. L'île n'est accessible que par bateau privé et il n'est pas ouvert au public.

## Description
Le phare  est une tour cylindrique en pierre, avec une galerie et une lanterne de 10 m de haut, s'élevant du pignon sud d'une maison de gardien d'un étage. La tour est peinte en blanc et la lanterne est noire. Il émet, à une hauteur focale de 14 m, un bref éclat blanc de 0.4 seconde par période de 4 secondes. Sa portée est de 8 milles nautiques (environ 15 km).

Identifiant : ARLHS : PUR-009 ; USCG : 3-31950 - Amirauté : J5560 - NGA : 110-14536 .
|              |
| Isla Cardona |

|          |
| Le phare |

## Caractéristique dufeu maritime
Fréquence : 4 secondes (W)
- Lumière : 0.4 seconde
- Obscurité : 3.6 secondes

### Lien connexe
- Liste des phares de Porto Rico